# أرتورو جاتي
أرتورو جاتي (بالإنجليزية: Arturo Gatti)‏ مواليد 15 أبريل 1972 في إيطاليا - الوفاة 11 يوليو 2009 في بيرنامبوكو، البرازيل، كان ملاكم كندي سابق صنّف ضمن فئة وزن الوسط. حقق بطولة المجلس العالمي للملاكمة وبطولة الاتحاد الدولي للملاكمة.

## إحصائيات
خاض خلال مسيرته 49 نزالا، فاز في 40 وخسر في 9. فاز بالضربة القاضية في 31 نزالا.

## وصلات خارجية
- أرتورو جاتي على موقع بوكس ريك (الإنجليزية) (registration required)
- أرتورو جاتي على موقع قاعة كيبيك للمشاهير الرياضية (الفرنسية)

- الموقع الرسمي